# Episodi di Una mamma per amica (seconda stagione)
La seconda stagione della serie televisiva Una mamma per amica, composta da 21 episodi, è andata in onda negli Stati Uniti sul canale The WB dal 9 ottobre 2001 al 21 maggio 2002.
In Italia è stata trasmessa da Canale 5 dal 13 agosto 2002 al 13 settembre 2002.
| nº | Titolo originale               | Titolo italiano             | Prima TV USA     | Prima TV Italia   |
| -- | ------------------------------ | --------------------------- | ---------------- | ----------------- |
| 1  | Sadie, Sadie                   | Matrimonio in vista         | 9 ottobre 2001   | 13 agosto 2002    |
| 2  | Hammers And Veils              | La festa di fidanzamento    | 9 ottobre 2001   | 14 agosto 2002    |
| 3  | Red Light on the Wedding Night | Ripensamenti                | 16 ottobre 2001  | 19 agosto 2002    |
| 4  | The Road Trip to Harvard       | Il viaggio                  | 23 ottobre 2001  | 20 agosto 2002    |
| 5  | Nick & Nora / Sid & Nancy      | Lo zio Luke                 | 30 ottobre 2001  | 21 agosto 2002    |
| 6  | Presenting Lorelai Gilmore     | Il ballo delle debuttanti   | 6 novembre 2001  | 22 agosto 2002    |
| 7  | Like Mother, Like Daughter     | Tale madre, tale figlia     | 13 novembre 2001 | 23 agosto 2002    |
| 8  | The Ins and Outs of Inns       | La casa dei ricordi         | 20 novembre 2001 | 26 agosto 2002    |
| 9  | Run Away, Little Boy           | Rischi d'amore              | 27 novembre 2001 | 27 agosto 2002    |
| 10 | The Bracebridge Dinner         | Bloccati dalla neve         | 11 dicembre 2001 | 28 agosto 2002    |
| 11 | Secrets and Loans              | Il rovescio della medaglia  | 22 gennaio 2002  | 29 agosto 2002    |
| 12 | Richard in Stars Hollow        | Un giorno con papà          | 29 gennaio 2002  | 30 agosto 2002    |
| 13 | A-Tisket, A-Tasket             | L'asta dei cestini          | 5 febbraio 2002  | 2 settembre 2002  |
| 14 | It Should've Been Lorelai      | Poteva essere tutto diverso | 12 febbraio 2002 | 3 settembre 2002  |
| 15 | Lost and Found                 | Un ragazzo difficile        | 26 febbraio 2002 | 4 settembre 2002  |
| 16 | There's the Rub                | Una serata tranquilla       | 9 aprile 2002    | 5 settembre 2002  |
| 17 | Dead Uncles and Vegetables     | Un matrimonio e un funerale | 16 aprile 2002   | 6 settembre 2002  |
| 18 | Back in the Saddle Again       | Nuove decisioni             | 23 aprile 2002   | 9 settembre 2002  |
| 19 | Teach Me Tonight               | A lezione da Rory           | 30 aprile 2002   | 10 settembre 2002 |
| 20 | Help Wanted                    | Cercasi aiuto               | 7 maggio 2002    | 11 settembre 2002 |
| 21 | Lorelai's Graduation Day       | Il giorno del diploma       | 14 maggio 2002   | 12 settembre 2002 |
| 22 | I Can't Get Started            | Ritorno di fiamma           | 21 maggio 2002   | 13 settembre 2002 |

## Matrimonio in vista
- Titolo originale: Sadie, Sadie
- Diretto da: Amy Sherman-Palladino
- Scritto da: Amy Sherman-Palladino

### Trama
Dopo aver riflettuto a lungo, Lorelai accetta la proposta di matrimonio di Max. Lane si sfoga con Rory perché teme che sua madre la stia mandando in Corea per sempre. Rory è risultata tra i primi tre studenti migliori del corso, così Emily e Richard decidono di organizzare una cena per festeggiare la nipote. Rory invita Dean alla cena, ma per Richard il ragazzo non è ambizioso quanto la nipote. Rory se ne va imbarazzata e ferita. Emily scopre da Sookie l'imminente matrimonio tra Lorelai e Max: temendo di perdersi anche il futuro matrimonio di Rory, chiede a Richard di scusarsi con la nipote il prima possibile.

## La festa di fidanzamento
- Titolo originale: Hammers And Veils
- Diretto da: Michael Katleman
- Scritto da: Amy Sherman-Palladino

### Trama
Rory è preoccupata di non essersi impegnata a sufficienza in attività extracurriculari per entrare ad Harvard. Lorelai informa la madre del suo fidanzamento ma si sente ferita quando la donna le risponde in modo freddo e distaccato. Sookie organizza una festa di fidanzamento per Lorelai e Max.

## Ripensamenti
- Titolo originale: Red Light on the Wedding Night
- Diretto da: Gail Mancuso
- Scritto da: Daniel Palladino

### Trama
Dopo aver festeggiato addio al celibato e nubilato, Lorelai e Max sono pronti a sposarsi. All'ultimo momento Lorelai si tira indietro spaventata e parte senza meta insieme a Rory.

## Il viaggio
- Titolo originale: The Road Trip to Harvard
- Diretto da: Jamie Babbit
- Scritto da: Daniel Palladino

### Trama
Dopo aver deciso di annullare il matrimonio, Lorelai porta la figlia a visitare l'università di Harvard. Rory assiste ad una lezione e scambia opinioni con il professore, immedesimandosi in una studentessa universitaria. Nel frattempo Lorelai vaga per i corridoi di Harvard e riflette sulla sua vita. Tornate a Stars Hollow, Lorelai chiama Sookie per comunicarle che si è finalmente convinta a partire con il progetto della loro locanda.

## Lo zio Luke
- Titolo originale: Nick & Nora / Sid & Nancy
- Diretto da: Michael Katleman
- Scritto da: Amy Sherman-Palladino

### Trama
Paris sfrutta la sua posizione da direttrice del giornale scolastico per creare problemi a Rory. Arriva in città il problematico nipote di Luke, Jess, il quale vivrà con lo zio per un po' di tempo. Lorelai invita Luke e Jess a cena a casa sua. Luke accetta per permettere al nipote di cominciare a socializzare a Stars Hollow. Lorelai scopre Jess prendere una birra dal frigo. Per difendersi Jess imbarazza la donna chiedendole del suo rapporto con Luke. Rory scopre Jess che se ne sta andando dalla cena ancora in corso, così lui la invita ad andarsene con lui.

## Il ballo delle debuttanti
- Titolo originale: Presenting Lorelai Gilmore
- Diretto da: Chris Long
- Scritto da: Sheila R. Lawrence

### Trama
Le Gilmore si recano a casa di Emily e Richard per l'abituale cena del venerdì e trovano i due che litigano animatamente. Richard è molto stressato dal lavoro e ciò ha costretto Emily a non partecipare a vari eventi mondani a cui lei teneva molto. Le Figlie della Rivoluzione Americana suggeriscono ad Emily di far partecipare Rory al debutto in società. Durante i preparativi, Emily recupera il vecchio abito che la figlia non aveva potuto indossare perché incinta. Rory convince con fatica Dean a partecipare all'evento, così è Lorelai a chiamare Christopher per chiedergli di accompagnare la figlia al ballo. La serata non procede nel migliore dei modi perché Richard ed Emily litigano ancora: Richard spiega alla moglie che sta per essere messo da parte dalla sua società, in previsione del suo pensionamento. Mentre assistono alla sfilata di Rory, Emily ripensa al passato e dice a Lorelai che niente è andato come doveva andare. A fine serata Christopher rivela a Lorelai di essersi trasferito a Boston e per vivere con Sherry, la nuova fidanzata. Davanti ad un hamburger di Luke, Lorelai confessa a Rory la sua preoccupazione per la solitudine della madre. Il giorno successivo, Lorelai fa visita alla madre per stare con lei e indurla a confidarsi.

## Tale madre, tale figlia
- Titolo originale: Like Mother, Like Daughter
- Diretto da: Dennis Erdman
- Scritto da: Joan Binder Weiss

### Trama
Quando a scuola Rory viene spinta a fare più amicizie, si ritrova inavvertitamente a far parte di un club segreto della Chilton creato moltissimi anni prima. Una notte Rory viene scoperta con il club nell'ufficio del preside durante un rito di iniziazione, così è costretta a giustificarsi con il preside. 
Lorelai ed Emily partecipano ad una sfilata, ma ancora non sanno che dovranno sfilare insieme. Lorelai propone l'hotel come location e chiede a Luke una mano. In hotel Lorelai nota le esplicite avances che un'organizzatrice della sfilata riserva a Luke. Infine Luke si gode la sfilata di Lorelai.

## La casa dei ricordi
- Titolo originale: The Ins and Outs of Inns
- Diretto da: Michael Katleman
- Scritto da: Daniel Palladino

### Trama
Lorelai e Sookie scoprono che Fran è la proprietaria del Dragonfly Inn, ma la donna si rifiuta di vendergli la proprietà, in quanto è l'unica cosa che le è rimasta della sua eredità. Mia, la proprietaria dell'Indipendence Inn, arriva in città e confida a Lorelai di voler vendere l'hotel per dare una svolta alla sua vita; Lorelai si preoccupa molto perché considera l'hotel la prima vera casa per lei e Rory. Jess viene accusato di aver organizzato uno scherzo azzardato vicino al minimarket.

## Rischi d'amore
- Titolo originale: Run Away, Little Boy
- Diretto da: Danny Leiner
- Scritto da: John Stephens

### Trama
Tristin e Rory devono interpretare Romeo e Giulietta in una recita scolastica, ma la ragazza teme che il compagno di scuola possa rivelare a Dean del loro bacio di qualche tempo prima. La sera dello spettacolo Tristin si ritira dalla Chilton per ordine del padre, che può così evitarne l'espulsione. Tristin (che nella rappresentazione sarà sostituito all'ultimo momento da Paris) e Rory si dicono addio mentre Dean li osserva qualche metro più in là. Lorelai va fuori a cena con un giovane compagno del corso di economia. Il giorno seguente, Luke scopre dell'appuntamento di Lorelai quando il ragazzo irrompe nel suo locale con i genitori. Sookie cerca di far capire a Lorelai che Luke è geloso, allora Lorelai si sbilancia e chiede a Luke di uscire.

## Bloccati dalla neve
- Titolo originale: The Bracebridge Dinner
- Diretto da: Chris Long
- Scritto da: Daniel Palladino

### Trama
Quando dei clienti dell'Indipendence Inn non riescono a raggiungere la locanda a causa della neve e non possono partecipare al banchetto medievale da loro richiesto, Lorelai e Sookie invitano tutti i loro amici a mangiare e pernottare alla locanda.
Emily scopre che Richard si è licenziato dalla società e, sebbene non capisca inizialmente la scelta del marito, dopo una lunga conversazione Richard riesce finalmente ad esporre alla moglie i moventi della scelta. Rory e Jess continuano ad avvicinarsi e Dean inizia ad ingelosirsi silentemente.

## Il rovescio della medaglia
- Titolo originale: Secrets and Loans
- Diretto da: Nicole Holofcener
- Scritto da: Linda Loiselle Guzik

### Trama
Quando Lorelai scopre che casa sua è infestata dalle termiti, decide di accettare l'aiuto della madre, la quale si offre di farle da garante per ottenere un prestito in banca. Lane nasconde a Rory di essere diventata una cheerleader. Rory non comprende la scelta, così Lane ammette di sentirsi molto sola e a disagio con la vita molto impegnata di Rory.

## Un giorno con papà
- Titolo originale: Richard in Stars Hollow
- Diretto da: Steve Gomer
- Scritto da: Frank Lombardi

### Trama
Ora che Richard è in pensione, Emily ne soffre la presenza in casa così chiede a Lorelai di invitare il padre a trascorrere una giornata con lei e Rory a Stars Hollow. Dopo un iniziale imbarazzo, Richard riprende continuamente Lorelai sul lavoro e si intromette nella scelta di Rory nell'andare ad Harvard anziché a Yale. Da ultimo si oppone quando Rory  riceve la macchina che Dean si era promesso di costruirle. Richard si rende conto di essere stato un peso per la sua famiglia, così torna a casa rifiutando l'invito a cena. Lorelai si pente di aver trattato duramente suo padre.

## L'asta dei cestini
- Titolo originale: A-Tisket, A-Tasket
- Diretto da: Robert Berlinger
- Scritto da: Amy Sherman-Palladino

### Trama
A Stars Hollow è arrivata l'annuale "asta dei cestini": Kirk compra quello di Sookie, perché Jackson non fa la sua offerta a causa di incomprensioni con la fidanzata. Dopo essersi chiariti, Jackson chiederà a Sookie di sposarlo. Il cestino di Lorelai, dopo essere stato conteso da tre spasimanti trovati da Patty, viene comprato da Luke su richiesta di Lorelai. 
Jess compra il cestino di Rory, facendo imbestialire Dean. Jess ha quindi il diritto di degustare il contenuto del cestino con la ragazza che l'ha preparato, così i due passano del tempo assieme al pontile. Jess raccoglie il braccialetto di Dean che Rory lascia cadere inconsapevolmente. Si creano tensioni e incomprensioni tra Rory e Lorelai, soprattutto quando Rory scopre che Dean si è sfogato con Lorelai. Dopo i severi consigli di Emily, Lorelai capisce di dovere delle scuse a Rory.

## Poteva essere tutto diverso
- Titolo originale: It Should've Been Lorelai
- Diretto da: Lesli Linka Glatter
- Scritto da: Daniel Palladino

### Trama
La fidanzata di Christopher, Sherry, e Rory passano del tempo insieme per conoscersi. Emily non è affatto entusiasta della cosa, perché in fondo sperava sempre in un ritorno di fiamma tra i due, e quando lo fa notare a Lorelai instaura nella figlia dubbi e incertezze che si è portata negli anni. Prima di andare via Christopher e Lorelai hanno una discussione, in cui lei gli rivela che grazie alla presenza di Sherry si è resa conto di quanto in realtà nel suo cuore il ricordo di Christopher sia intramontabile ma che grazie a questo adesso è pronta ad andare avanti con delle nuove relazioni. Christopher non prende affatto bene le sue parole credendo che Lorelai lo stia accusando di avergli rovinato la vita. Tutto questo accade nel locale di Luke con toni sono molto accesi.

## Un ragazzo difficile
- Titolo originale: Lost and Found
- Diretto da: Gail Mancuso
- Scritto da: Amy Sherman-Palladino

### Trama
Lorelai commissiona a Jess un lavoro a casa sua, ma tra i due permane diffidenza reciproca. Rory si accorge di aver perso il braccialetto di Dean e lo cerca dappertutto. Lorelai scopre Jess in casa sua poco prima del ritrovamento del bracciale, così lo accusa di aver fatto soffrire Rory. Jess spiega a Lorelai che Rory si è accorta dell'assenza del bracciale solo dopo due settimane. Nel frattempo, Luke si rende conto di come casa sua sia troppo piccola per lui e Jess, così decide di ampliare la casa.

## Una serata tranquilla
- Titolo originale: There's the Rub
- Diretto da: Amy Sherman-Palladino
- Scritto da: Sheila R. Lawrence

### Trama
Emily vince un weekend in un centro benessere, così parte con la figlia. Rory ha casa libera e vorrebbe approfittarne per stare un po' sola, ma Paris irrompe a casa sua. Poco dopo arriva anche Jess che porta un sacco di cibo, ma Rory, che non ha intenzione di discutere con Dean, chiede anche a Paris di restare a cena. Più tardi arriva Dean, il quale si infuria per la presenza di Jess. Paris si prende la colpa della presenza di Jess per sdebitarsi con l'amica. Rory invita Paris a restare per la notte. Il giorno seguente Lorelai cerca di consolare Dean, preoccupato per la sua storia.

## Un matrimonio e un funerale
- Titolo originale: Dead Uncles and Vegetables
- Diretto da: Jamie Babbit
- Scritto da: Daniel Palladino

### Trama
Lo zio di Luke muore ma nessuno vuole andare al suo funerale, perché in vita era un uomo cinico e incurante del prossimo. Luke teme di diventare come lo zio, così Lorelai cerca di aiutarlo e consolarlo. Emily aiuta Sookie con i preparativi per il matrimonio, ma le due si lasciano prendere dallo sfarzo. Questo preoccupa Jackson, il quale cerca l'aiuto di Lorelai per riportare Sookie alla realtà.

## Nuove decisioni
- Titolo originale: Back in the Saddle Again
- Diretto da: Kevin Dowling
- Scritto da: Linda Loiselle Guzik

### Trama
Richard aiuta Rory con un progetto per la classe di economia ritrovando l'entusiasmo di un tempo. Decide così di mettersi in affari in proprio. La madre di Michèl arriva a Stars Hollow e fa la conoscenza di Lorelai e Sookie. Lorelai si lascia sfuggire che Michèl solitamente fa una dieta rigida portando la madre a fare un intenso interrogatorio a Michèl che lo indispone molto. Dean cerca in tutti i modi di avvicinarsi a Rory sentendo che qualsiasi cosa faccia non vada bene, si ritrova a contattarla con insistenza lasciando decine di messaggi in segreteria, che non vengono però considerati. Lorelai chiede se è tutto ok tra di loro e Rory afferma che va tutto bene, è solo impegnata e comunque che questa insistenza è eccessiva. Quando Rory si assenta per la riunione per il progetto scolastico Dean si presenta da Rory e non trovandola si ferma con la scusa di lavare la macchina, quando Lorelai lo vede indaffarato a pulirla lo invita ad entrare chiedendo se va tutto bene e gli suggerisce di insistere meno e farsi desiderare così da aumentare il desiderio di Rory. Dean la ringrazia e se ne va rincuorato dal fatto di non perdere Rory. Il venerdì come al solito Lorelai e Rory vanno a cena da Emily e Richard. Quest'ultimo comunica di volersi mettersi di nuovo in affari costituendo una società oppure facendo l'insegnante o il consulente. Quando se ne vanno Rory riceve un messaggio da Dean e commenta contenta che è il primo da due giorni, Lorelai la invita a chiamarlo provando anche a insistere, ma lei afferma che lo chiamerà domani e che deve vedersi con Lane, si sentiranno dei cd inediti e forse andranno da Luke, questo insospettisce Lorelai che gliene chiede il motivo in quanto avevano appena finito di cenare, Rory gli risponde che non è sicura e che forse ci andrà... Alla fine Lorelai lascia Rory da Lane e torna a casa dove trova Dean seduto sulla scalinata. Una volta che gli si avvicina Dean chiede a Lorelai se a Rory piaccia Jess e, visto il silenzio che segue, se ne va rattristato.

## A lezione da Rory
- Titolo originale: Teach Me Tonight
- Diretto da: Steve Robman
- Scritto da: Amy Sherman-Palladino

### Trama
Il Preside della scuola di Jess racconta a Luke di come il ragazzo sia intelligente ma totalmente indisponente. Così, cosciente dell'amicizia tra suo nipote e Rory, Luke decide di chiedere alla ragazza di aiutare il nipote con lo studio. Nonostante i dubbi di Lorelai, Rory accetta di studiare con Jess. Quando i due vanno a prendere un gelato, hanno un incidente con la macchina di Rory. La ragazza finisce in ospedale con una piccola frattura al polso. Davanti alla madre, Rory cerca di prendersi le responsabilità del fatto. Ancora spaventata e arrabbiata, Lorelai corre da Luke per rimproverare Jess, ma se la prende anche con Luke. Luke si infuria e va a cercare Jess per assicurarsi che stia bene. Dopo la telefonata di Lorelai, Christopher si precipita a Stars Hollow per stare vicino a Rory e Lorelai. A malincuore, Luke decide di rispedire il nipote a New York. Rory rimane molto turbata quando scopre che Jess se ne è andato.

## Cercasi aiuto
- Titolo originale: Help Wanted
- Diretto da: Chris Long
- Scritto da: Allan Heinberg

### Trama
Richard diventa un consulente finanziario e Lorelai lo aiuta a trovare una nuova segretaria. Lane decide di diventare una batterista.

## Il giorno del diploma
- Titolo originale: Lorelai's Graduation Day
- Diretto da: Jamie Babbit
- Scritto da: Daniel Palladino

### Trama
Dopo molti sacrifici e notti insonni, Lorelai si diploma in economia, ma il giorno della cerimonia vede arrivare solo Sookie, Jackson e i suoi genitori. Lorelai è molto sorpresa dalla commozione dei suoi genitori. Rory non riesce ad arrivare in tempo perché è andata a trovare Jess a New York. La ragazza è molto dispiaciuta e racconta alla madre di aver anche  saltato la scuola: Lorelai capisce quanto Rory sia coinvolta da Jess.

## Ritorno di fiamma
- Titolo originale: I Can't Get Started
- Diretto da: Amy Sherman-Palladino
- Scritto da: Amy Sherman-Palladino e John Stephens

### Trama
Paris e Rory diventano rispettivamente presidente e vicepresidente degli studenti e dovranno partire per Washington. Christopher fa ritorno in città dopo una lite con Sherry. Dopo una notte d'amore, Lorelai e Christopher decidono che vivranno come una famiglia. È il giorno delle nozze di Sookie e Jackson. Nonostante le raccomandazioni di Luke, Jess si presenta da Rory. Lei lo bacia impulsivamente e scappa. Christopher riceve una telefonata da Sherry che gli comunica di aspettare un figlio da lui. Dopo averlo comunicato a Lorelai, Christopher decide di partire per prendersi le sue responsabilità, spezzando il cuore a Lorelai e all'ignara Rory.